# Grjótagjá
Grjótagjá est une grotte renfermant une source chaude située en Islande près du lac Mývatn. 

## Description
La grotte de Grjótagjá fut creusée autrefois par la lave à travers la roche volcanique. La grotte est située près du lac Mývatn qui est un grand lac peu profond (4 mètres maximum) et qui doit son nom aux très nombreux moucherons, dont se régalent les canards, eux aussi nombreux sur le lac. Les alentours du lac et de la grotte sont parsemés de pseudo-cratères, comme on peut les observer près de Skútustaðir. Non loin de là, se trouve le champ de lave de Dimmuborgir, dont les formes particulières ont fait la réputation du site. Cette région est en effet située sur la dorsale atlantique, d'où de nombreuses manifestations géologiques. 
La grotte de Grjótagjá permet d'accéder à l'intérieur de la faille qui marque la séparation continentale dans la tectonique des plaques entre l'Europe et l'Amérique. La grotte possède en son cœur un lac d'eau chaude vaporeuse et bleutée dans lequel il était possible de se baigner avant que la température n'y devienne trop élevée après les éruptions du Krafla entre 1975 et 1984.
Non loin de là, on peut apercevoir le large cratère de Hverfjall, d'où on jouit d'une vue panoramique.

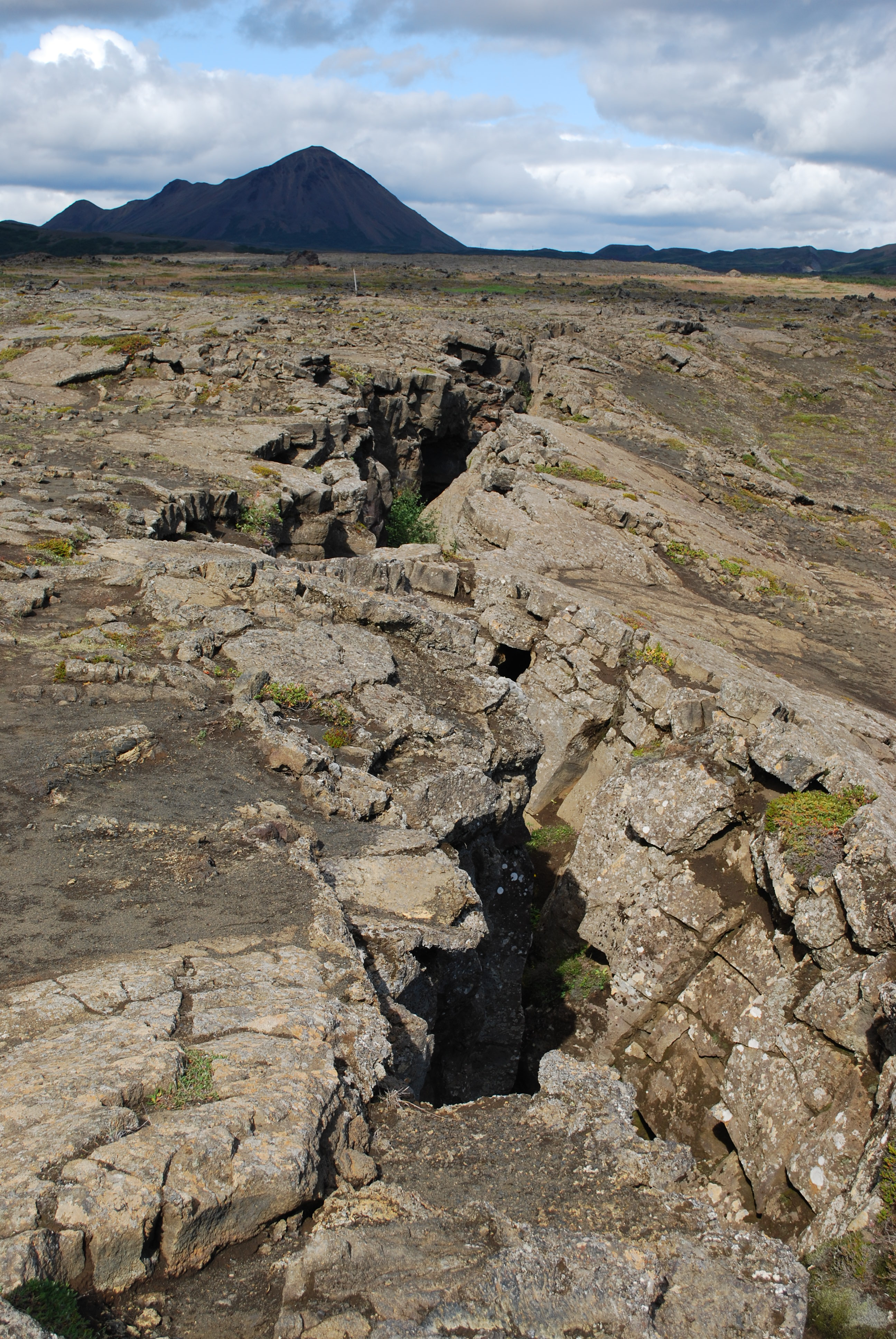
La faille passant sur Grjótagjá.

## Culture populaire
Grjótagjá a été utilisé comme le lieu de tournage de scènes de l'épisode Baisée par le feu de la série télévisée Game of Thrones.